# Markus Kjærbye
Markus „Kjaerbye” Kjærbye (ur. 27 kwietnia 1998 we Frederiksbergu) – duński gracz e-sportowy w grach serii Counter-Strike. Karierę profesjonalnego gracza rozpoczął w 2014 roku w drużynie Copenhagen Wolves. Pierwszy sukces osiągnął z drużyną Astralis, m.in. wygrywając ELEAGUE Major 2017 w Atlancie, gdzie również zdobył medal najbardziej wartościowiego gracza (MVP). W latach 2018–2020 grał w skandynawskiej drużynie North. Po długiej przerwie od grania przez problemy zdrowotne, opuścił zespół North i 11 sierpnia 2020 dołączył do międzynarodowego składu FaZe Clan
W swojej karierze wygrał dotychczas indywidualnie ponad 613 000 dolarów amerykańskich w ramach nagród za zajmowane w turniejach miejsca. Łącznie w karierze wygrał 13 oficjalnych turniejów, 11 razy był drugi i 16 razy kończył swój udział na ostatnim miejscu podium (stan na 17 stycznia 2018).

## Wyniki
Ważniejsze turnieje:
- 1. miejsce – Eleague Major: Atlanta 2017
- 1. miejsce – IEM Katowice 2017
- 1. miejsce – Esports Championship Series Season 2 – Finals
- 1. miejsce – DreamHack Open Tours 2018
- 2. miejsce – Eleague CS:GO Premier 2017
- 2. miejsce – Eleague Season 2
- 1. miejsce – IEM XI – World Championship (CS:GO)
- 3–4. miejsce – PGL Major: Kraków 2017
- 4. miejsce – Epicenter 2017
- 1. miejsce – DreamHack Tours 2016 (CS:GO)
- 12.–14. miejsce – Eleague Major: Boston 2018[5]

## Wyróżnienia indywidualne
- MVP turnieju Eleague Major: Atlanta 2017[6]
- 15. miejsce w rankingu najlepszych graczy na świecie w 2017 roku według serwisu hltv.org (CS:GO)[7]